# خورخي مانريكي إيسلاس
خورخي مانريكي إيسلاس (بالإسبانية: Jorge Manrique Islas)‏ هو لاعب كرة قدم مكسيكي في مركز الوسط، ولد في 18 يونيو 1979 في مدينة مكسيكو في المكسيك. لعب مع أتليتكو سان لويس وتيبورونيس روخوس دي فيراكروز ونادي إيرابواتو ونادي تشياباس.